# Pelang (Sarang)
Pelang is een bestuurslaag in het regentschap Rembang van de provincie Midden-Java, Indonesië. Pelang telt 1390 inwoners (volkstelling 2010).